# USS Alaska (CB-1)
El USS Alaska (CB-1) de la Armada de los Estados Unidos fue la cabeza de serie de los large cruisers de la clase Alaska construidos durante la II Guerra Mundial. Fue puesto en gradas en 1941, botado en 1943 y asignado en 1944. Fue la tercera nave en portar el nombre del estado de Alaska.

## Construcción
Construido por New York Shipbuilding Corporation de Camden, Nueva Jersey. Fue puesto en gradas el 17 de diciembre de 1941, botado el 15 de agosto de 1943 y asignado el 17 de junio de 1944.

### Características
Fue un barco de 27 000 t de desplazamiento, 246 m de eslora, 27 m de manga y 9 m de calado; con una propulsión de turbinas de vapor con 150 000 shp (velocidad 33 nudos). Sus armas son 9× cañones de 305 mm, 12× cañones de 127 mm, 56× cañones de 40 mm y 34× cañones de 20 mm.

## Historia de servicio
Durante la guerra el USS Alaska cumplió misiones en el Pacífico. En febrero de 1945 se unió al task group TG 58.5. En abril cumplió la escolta del averiado portaaviones USS Franklin junto al USS Guam (gemelo del Alaska), el crucero pesado USS Pittsburgh, el crucero ligero USS Santa Fe y destructores.
Fue puesto fuera de servicio en 1947 (el 17 de febrero). Fue vendido para su desguace en 1960.